# Molophilus efferox
Molophilus efferox är en tvåvingeart som beskrevs av Alexander 1947. Molophilus efferox ingår i släktet Molophilus och familjen småharkrankar. Inga underarter finns listade i Catalogue of Life.